# Sourovikino
Sourovikino (en russe : Суровикино) est une ville de l'oblast de Volgograd, en Russie, et le centre administratif du raïon de Sourovikino. Sa population s'élevait à 19 980 habitants en 2013.

## Géographie
Sourovikino se trouve au confluent de la rivière Tchir avec le Don, au niveau du réservoir de Tsimliansk, à 121 km à l'ouest de Volgograd, près de la limite de l'oblast de Rostov.

## Histoire
La localité existe depuis 1744, mais s'est développée autour de la gare ferroviaire de Sourovikino ouverte en 1900.

## Population
Recensements (*) ou estimations de la population
| 1959* | 1970*  | 1979*  | 1989*  |
| ----- | ------ | ------ | ------ |
| 9 653 | 15 187 | 16 950 | 18 336 |

| 2002*  | 2010*  | 2012   | 2013   |
| ------ | ------ | ------ | ------ |
| 20 338 | 20 533 | 20 235 | 19 980 |